# Quindim

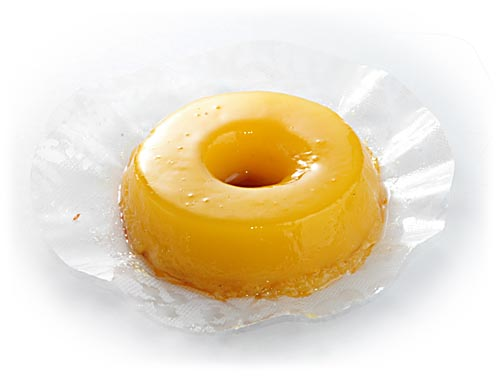
Quindim.

El quindim es una especie de flan brasileño típico del Noreste y que tiene como ingredientes yema de huevo, azúcar y coco rallado. Tiene la presentación de una crema a la que se le añade de forma tradicional un colorante para que tenga un color amarillo intenso.

## Origen
El uso extensivo de yema de huevo es característico de muchos dulces y pasteles de la cocina portuguesa, tales como el papo de anjo ("buche de ángel"). La combinación con el coco y el azúcar muy posiblemente fue creada por los esclavos procedentes de África en el siglo XVII ubicados en el noroeste de Brasil, lugar donde las plantaciones de coco existen en grandes cantidades procedentes de un coqueiro). La palabra misma proviene de las lenguas bantúes, y posiblemente significara "los gestos, comportamiento y humor típicos de las chicas adolescentes."